# Jaír Cuero Muñoz
Jaír Alexis Cuero Muñoz (2 de abril de 1993), es un luchador colombiano de lucha grecorromana. Compitió en dos campeonatos mundiales, logrando la 14.ª posición en 2013. Se clasificó en la 5.ª posición en los Juegos Panamericanos de 2015. Obtuvo la medalla de plata en los Juegos Centroamericanos y del Caribe de 2014 y en Juegos Suramericanos de 2014. Fue primero en el Campeonato Centroamericano y del Caribe y tercero en los Juegos Bolivarianos de 2013. Cuatro veces subió al podio del Campeonato Panamericano, consiguiendo la medalla de plata en 2015 y 2016. Fue campeón sudamericano de 2013 y 2014. 
Su esposa es Jackeline Rentería Castillo, doble medallista olímpica;  su hermano, Úber Cuero Muñoz y su hermana Aidé Cuero Muñoz, quienes también compitieron como luchadores.